# れすとあ
『れすとあ』 (Restore) は、2003年にディーオーから発売されたWindows用恋愛アドベンチャーゲーム。

## あらすじ
主人公の小野寺圭一が父親の遺品のオートバイとバイク部をめぐって恋愛や成長をしていく物語である。

## 登場キャラクター
小野寺 圭一（おのでら けいいち）
主人公。父の死去により親戚の君枝の家に引き取られる。君枝となおの家族としての優しさに最初は居心地が悪かった。また退屈な生活から変わりたいと思うようになる。錆だらけになった父のマッハIIIを自分が修理すると決意。パーツ代を稼ぐためハンバーガー屋でアルバイトも始める。父を嫌っていたが徐々に知らなかった姿を知っていくことになる。愛車はヨンフォア（FOUR-1）。駿の次の部長となる。マッハIIIのレストアで最後に足りなかったピストンを藍香から「バイク部を守ってほしい」との言葉とともに譲り受ける。（そのピストンは清が藍香にプレゼントしたものであり藍香はこれをお守りとしていた）。憧れの先輩である藍香の事故死により自分を見失ってしまう。そしてフラッシュバックを起こすのでバイクにも乗れなくなる。「お守りを失ったから姐さんは死んだ」という考えに取りつかれて完成したマッハIIIをバラバラにしてしまう。ピストンは藍香の墓に置き去りにした。圭一が藍香のバイク事故を乗り越えることがこの作品の主題の一つである。これらの苦悩を乗り越えたあかつきにはフリーレースをマッハIIIで完走することを志す。
榊 結（さかき ゆい）
圭一の幼なじみ。バイク好きでメカニックの腕がある。積極的な性格であり、圭一を強引にバイク部に入部させる。幼い頃からのおてんば娘ですぐ手が出る。家事全般をこなす。寝起きが悪い。母がいなかったので幼い頃から父の横で工具をいじっていた。プロレーサーメカニックになることが夢。愛車はKATANA。
小野寺 なお（おのでら なお）
君枝の娘。圭一のいとこで、一つ年下。愛らしい性格で天然ボケ。無邪気で素直すぎるくらい素直。圭一に懐いていて甘えん坊。勉強の成績は優秀。ショック状態の圭一を見て彼を事故から守るため、そして自分が自分らしく圭一の側で生きてゆくため医者になろうとする。愛車はヴェスパ。
森永 諒（もりなが りょう）
圭一のクラスメイト。真面目で堅く強気な性格。無表情で物事をはっきり言うが実は尽くすタイプ。人と話すのが苦手。動物好きでかなりのバイクオタク。笑顔が苦手であることを気にしており克服のためハンバーガー屋でアルバイトをしている。美少女であることもあり学園でのあだ名はクールビューティー。愛車はGPZ-400R Ninja。子供の頃からサーキットチームに所属していた。チームの指導員に似ている駿に惚れて交際する。ライディングの腕は藍香に次ぐ実力者。誰よりも速くなりたいと努力している。迷いを断ち切れない圭一に対し、死んだ藍香から圭一を取り戻すには命をかけなければならないと誠意を示す。後にプロレーサーとなり姫君というあだ名をつけられる。諒ルートのエンディングでは圭一は同じチームの下っ端メカニックとなる。
結城 藍香（ゆうき あいか）
バイク部の部長。完璧な力量を持つ姉御肌。愛称は姐さん。豪快な性格で部のムードメーカー的存在。愛車はTesi。清と付き合っている。清とのすれ違いから傷心し圭一と関係をもってしまう。プロデビュー戦（全日本ロードレース選手権）では3位を勝ち取るが第2戦の事故により命を失ってしまう（どのルートでも）。
桑田 清（くわた きよし）
バイク部の先輩。優しい性格。主にメカニックを担当する。愛車はSR400。危険だからと藍香がプロレーサーになることを強く反対する。
新木 駿（あらき しゅん）
バイク部の先輩。キザ男。女の子に優しく男に冷たい。愛車はTW200。藍香の次の部長。圭一とはケンカばかりしているが、藍香の事故後圭一を心配し励ますという一面もある。
榊 豪州（さかき ごうしゅう）
結の父。バイク屋「サカキサイクル」を営む凄腕メカニックでライディングの腕も上級。愛称はおやっさん。妻を亡くしており、君枝に惚れるがけんもほろろ。親馬鹿で圭一にも優しく世話焼きである。結との親子漫才は日常的である。後に経営難によりサカキサイクルは倒産してしまう。
小野寺 君枝（おのでら きみえ）
圭一の叔母。エネルギッシュな未亡人。「おばさん」ではなく「君枝さん」と呼ぶよう強制する。愛車は国産の赤いクーペ。運転が下手なので車はベコベコになってしまっているが、本人曰く機動性重視。夫をバイク事故で亡くしたため圭一の入部には反対したが圭一の意志を感じて納屋にあるマッハIIIのことを教える。夫とは駆け落ちでありその際圭一の父には助けられたという。
矢島 貴子（やじま たかこ）
担任の新人教師。バイク部の顧問だがバイクに関しては無知。ドジでどこかズレている。語尾が伸びる。愛車は実家の出前用カブ。屋号は「めくりアッパー昇龍軒」。圭一に地獄の特訓（筋トレとランニング）を強いる。
楠 秋生（くすのき あきお）
バイク部の後輩。結に勧誘された。圭一を兄貴分として慕う。軽い性格でボケ役。なおに好意を寄せている。愛車はRZ350R。
竹本 縁（たけもと ゆかり）
バイク部の後輩。諒に勧誘された。圭一に気がある男の娘。圭一に気持ち悪く思われている。愛車はモンキー。縁のエンディングも存在する。
河原 早樹（かわはら さき）
バイク部の後輩。ストレートな元気娘。圭一に一目惚れをし猛烈にアプローチする。語尾に「ッス」とつく。先輩のはずの楠と竹本に対しては呼び捨てである。愛車は流星号と名付けたCRM50。
くらき
小野寺家に住みついている「白蛇の精」という妖精。妖術を使うこともある。チョコチップクッキーにこだわる。マスコットキャラクター。
圭一の父
仕事人間で過労死してしまった。圭一は知らないが峠最速伝説をもつライダーであった。あだ名は「赤い稲妻」。圭一とツーリングに行きたいと思っていた。
学生Aと学生B
圭一のクラスメイトたち。エロ話ばかりしていて圭一にあきれられているが仲は悪くない。
アルバイト先の店長
珍奇な人物。
宝タンキチ
豪州の元同級生。かつて走り屋で今はモータージャーナリストをしている。結に慕われている。

## スタッフ
- シナリオ：北側寒囲
- キャラクターデザイン：ことぶきはじめ、ぺこ
- 音楽：高橋秀紀、ミリオンバンブー

## 主題歌
「風の指定席」
作詞：Melody Nelson / 作曲：高橋秀紀 / 歌：青木万矢子